# Любецкий, Сергей Михайлович
Сергей Михайлович Любецкий (около 1809, Москва — 5 марта 1881, Москва) — русский писатель и поэт, педагог, искусствовед и историк, москвовед.

## Биография
Год рождения Сергея Михайловича Любецкого точно не установлен. Исследователи указывают период между 1808 и 1810 годами. С большой долей вероятности он был незаконнорождённым сыном кого-то из рода Вяземских, поскольку профессор Московского университета И. М. Снегирёв, близко знавший Сергея Михайловича и помогавший ему в ранние годы его творчества, в своих дневниковых записях называет его то Вяземским, то Любецким.
С младенческих лет Любецкий воспитывался в доме княгини Е. Р. Вяземской, правнучки автора «Истории Российской с древнейших времён» В. Н. Татищева. Вяземские жили в большом каменном доме Татищевых на Петровском бульваре, одном из немногих, сохранившихся после пожара Москвы 1812 года.
Учился (1820-е гг.), а затем и служил в Московском дворцовом архитектурном училище, где преподавал сначала русский язык, а затем историю и географию. С 1844 года эти же предметы он преподавал в Московском сиротском доме, совмещая здесь и должность надзирателя. В 1854 году Любецкий был произведён в коллежские асессоры, а в 1857 — в надворные советники. В этом чине он в 1865 году вышел в отставку, занявшись исключительно литературой.
Сотрудничал преимущественно в «Современной Летописи», «Вестнике Промышленности», «Вестнике Московской Политехнической выставки» и др.
Был похоронен на Лазаревском кладбище в Москве.

## Труды
Свои стихи он печатал в Москве в альманахах: «Зимцерла» (1829), «Цинтия» (1831), «Полярная звезда» (1832). Опубликовал 4 романа, сборники исторических и нравоучительных повестей, сатирические рассказы и фельетоны, исторические очерки; писал пьесы, был автором оригинальных повестей из рассказов могильщика «Вечера на кладбище».

### Книги
Из трудов С. М. Любецкого, отдельно изданных, среди прочих, известны следующие:
- «Стенька Разин, разбойник Волжский. Драматические картины в 4 актах, с хорами, песнями и плясками. Быль XVII в.» (М., 1846);
- Рыцарство XIX века, современный рассказ с летописью нравов (вроде были) / Соч. Гиероглифа. Ч. 1-4. - Москва : Унив. тип., 1839.
- «Живописные виды Московских монастырей с историческим и современным описанием всего замечательного в каждом» (М., 1846);
- «Русская история для детей, два выпуска: древний и новый» (М., 1840—1849);
- «Панорама народной русской жизни, особенно Московской… Нечто вроде альманаха на 1848 г.» (М., 1848);
- «Московские старинные и новые гулянья и увеселения». Статья II. «Загородные дома, дачи и старинные гулянья в Земляном городе» (М., 1854—1855);
- «Взгляд на охоту и на важное значение её для людей» (М., 1866);
- «Бракосочетание русских великих князей. Церемониалы, празднества и увеселения в Петербурге» (М., 1866);
- «Отголоски старины. Историческая мозаика» (М., 1867);
- «Подмосковное село Останкино с окрестностями своими. Воспоминания о старинных празднествах, забавах и увеселениях в нём» (М., 1868);
- «Русь и русские в 1812 г., 2 части» (М., 1869); (недоступная ссылка) (недоступная ссылка)
- «Старина Москвы и русского народа в историческом отношении с бытовою жизнью русских» (М., 1872);
- «Москва в 1872 г. Путеводитель по Москве и указатель её достопримечательностей» (М., 1872);
- «Справочная книга для архитекторов, художников, скульпторов, живописцев и всех интересующихся искусством. Выпуск I, А—Ж» (М., 1875);
- «Окрестности Москвы в историческом отношении и в современном их виде. Для выбора дач и гуляний. Характеристика и быт московских жителей дедовских и наших времен. Гулянья, празднества, увеселения и др. замечат. события. Очерк земледелия и садов с древнейших времен». 2-е изд. М.: Тип. К. Индриха, 1880.
- «Московские окрестности, ближние и дальние, за всеми заставами, в историческом отношении и в современном их виде, для выбора дач и гуляний» (М., 1877);
- «Рассказы из Отечественной войны 1812 г., ч. 1 и 2-я» (М., 1880).

### Статьи
1) Исторические:
- «Где родился Петр Великий» («Вестник Моск. Политехнической выставки», 1872, № 29);
- «Предание о Лефорте» (там же, 1872, № 50 и 57);
- «Открытие памятника Петру І Екатериною II» (там же, 1872, № 6);
- «Торжественное открытие Московской губ., 5-го октября 1782 г. и первые дворянские выборы» («Моск. Ведомости», 1865; № 88);
- «Воспоминание о торжественном открытии памятника К. Минину и кн. Пожарскому, в Москве на Красной площади 1818 г. 20-го февраля» («Русские Ведомости», 1866, № 22);
- «Из былого» (там же, 1864, № 30, 31, 42, 44, 46, 54, 63, 66);
- «Очерк истории почт вообще, а в России в особенности» («Вестник Моск. Политехнической выставки», 1872, № 147, 150);
- «Исторический очерк русского купечества» («Вестник Промышленности», 1873, № 2 и 3);
- «Большое Ходынское гулянье» («Современная Летопись», 1864, № 28);
- «Из прежних сношений Соединенных Штатов с Россией» («Современная Летопись», 1866, № 29);
- «Воспоминание о 2-м сентября 1812 г.» (там же, 1867, № 31);
- «Празднества и увеселения в Москве, по случаю взятия Парижа союзными войсками» (там же, 1864 г., № 15);
- «Шестьдесят лет назад» («Моск. Ведомости», 1872 № 255 и 1873, № 11, 75, 178);
- «О первом употреблении письма у древних народов по изобретении папира, пергамента и писчей бумаги. Книгопечатание» («Вестник Промышленности», 1873, № 14—16);
- «Значение для России 21-го числа ноября» («Современная Летопись», 1866, № 39).

2) Статьи историко-топографические:
- «Знакомство с Москвой» («Вестник Моск. Политехнической выставки», 1872, № 78, 83, 96, 97, 112, 125, 137, 144);
- «Село Пушкино и его окрестности» («Моск. Ведомости», 1873, № 84, 137);
- «Петровско-Разумовское» («Русские Ведомости», 1865, № 126);
- «Царицыно, близ Москвы» (там же, 1867, № 82);
- «Две Московские площади» («Моск. Ведомости», 1871, № 45);
- «Иорданская купель в старину, в Москве» («Русские Ведомости», 1868, № 62);
- «Сухарева башня с её окрестностями» («Нива», 1870, № 15);
- «Царицыно» («Нива», 1870, № 1, 2).

3) Статьи историко-этнографические:
- «Русские святки со своими забавами и увеселениями. Русская масленица; вербная суббота; святая неделя в старину» («Современная Летопись», 1867, № 8, 13 и 14);
- «Старинный новый год» (там же, 1866, № 30);
- «Масленица старинных времен» («Русские Ведомости», 1868, № 32—33);
- «Летние русские праздники, забавы и увеселения» («Современная Летопись», 1867, № 20, 29);
- «Гулянье в Кускове при Императрице Екатерине II во время празднования 25-летия её царствования» (там же, 1866, № 57).

4) Статьи о церквах в Москве и Московской губернии:
- «Собор Пресвятой Богородицы в с. Измайловском» («Нива», 1872, № 2);
- «Памятник спасения России» («Современная Летопись», 1867, № 38);
- «Церковь Василия Блаженного» («Нива», 1870, № 3);
- «Церковь Грузинской Божией Матери в Москве» (там же, 1871, № 3);
- «Церковь Покрова Богородицы, что на Филях» (там же, 1871, № 49);
- «Московский кремль и колокольня Ивана Великого» (там же, 1871, № 28).

### Переиздания трудов
- Любецкий С. М. Русь и русские в 1812 году: Книга для чтения всех возрастов. — М.: Современник, 1994. — 303 с., ил. — (История России в рассказах для детей).
- Любецкий С. М. Старина Москвы и русского народа в историческом отношении с бытовою жизнью русских. (С описанием русского народного быта в прошедшем и начале нынешнего столетий, нравов, обычаев, преданий, гульбищ, увеселений и прочего). — М.: Евролинц-Монолит, 2004. — 400 с., ил. — 1 500 экз. — ISBN 5-93662-033-5.
- Любецкий С. М. Старина Москвы и русского народа в историческом отношении с бытовой жизнью русских. Московские окрестности / Предисловие Е. Н. Савиновой. Гос. публ. ист. б-ка России. — М.: ГПИБ, 2008. — 592 с. — (Москва и москвичи: из века в век). — ISBN 5-85209-204-5; ISBN 978-5-85209-204-5.